# Raymond Monelle
Raymond Monelle, né le 19 août 1937 à Bristol - mort le 12 mars 2010 à Édimbourg, est un musicologue, enseignant, critique musical, compositeur et pianiste de jazz britannique. Monelle est l'auteur de trois ouvrages, de dizaines d'articles sur la musique et de nombreuses recensions musicales dans les journaux, principalement pour la revue Opera et le quotidien The Independent. Son principal domaine de recherche est la signification de la musique ou sémiologie de la musique. Vers la fin de sa vie, il écrit un roman (en attente de publication) intitulé Bird in the Apple Tree consacré à l'adolescence du compositeur autrichien Alban Berg.

## Formation
Monelle est titulaire d'un Master of Arts en histoire moderne de l'université d'Oxford et d'un Bachelor of Music (en) de l'université de Londres. Membre de la Royal Musical Association au moins depuis 1968, il achève son Ph.D à l'université d'Édimbourg avec une thèse sur l'Opera seria as drama: the musical dramas de Hasse et Metastasio qu'il rédige sous la supervision du professeur David Kimbell.

## Recherches
Monelle est renommé pour ses recherches dans le domaine de la signification de la musique (sémiotique de la musique). Ses trois livres, de nombreux articles et d'innombrables conférences présentées dans toute l'Europe, en Amérique du Nord et en Israël, ont eu un impact immense sur l'érudition musicale au niveau international. En 1988, il rejoint le Music Signification Project créé par Eero Tarasti deux ans auparavant et en devient l'un des meneurs en qualité de principal porte-parole et éditeur des comptes rendus de tous les congrès internationaux relatifs à la signification de la musique qui ont suivi.
Ses publications touchent une grande variété de sujets et de styles musicaux mais se concentrent principalement sur deux thèmes : l'analyse de la musique sous forme de texte et la question musicale. En ce qui concerne le premier objet, Monelle est fortement influencé par les écrits de Derrida relatifs à la déconstruction. Quant au second sujet, il présenté un travail au sujet des forces militaires. Vers la fin de sa vie, il commence à étudier le thème du sublime musical, inspiré par les écrits de Slavoj Žižek.

## Enseignement
Monelle rejoint la faculté de musique de l'université d'Édimbourg en 1969 où il officie durant les années 1970 comme chef d'orchestre de la university society choir et opera club et enseigne l'histoire, le contrepoint, l'harmonie, l'analyse musicale et la sémiologie de la musique. Son cours le plus fameux est le Wagner Project Weeks pour lequel il emmène des étudiants hors d'Édimbourg à Lindisfarne, au large des côtes du comté de Northumberland, pendant une semaine pour écouter et étudier Der Ring des Nibelungen de Wagner. 
Il reçoit le titre de maître de conférences en 1992 (?) et professeur titulaire en 2002 (?) année durant laquelle il prend sa retraite de l'université d'Édimbourg. Après sa retraite, il continue à enseigner la théorie et le contrepoint à l'université Napier d'Édimbourg.

## Composition et représentations
Monelle est l'auteur de plusieurs œuvres, dont des pièces pour piano et orgue, des arrangements de chœur de chants de Noël et une messe pour chœur et orchestre qu'il retranscrit plus tard pour chœur et orgue pour le chœur de l'église Saint-Paul d'Édimbourg (en). Il dirige parfois,, essentiellement pour des productions chorales et d'opéras et est particulièrement connu pour ses qualités de pianiste de jazz,. Il favorise aussi les carrières de deux des musiciens écossais contemporains les plus notables, Donald Runnicles et James MacMillan.

## Publications

### Livres
- Raymond Monelle, Linguistics and Semiotics in Music, Harwood Academic Publishers, 1992
- Raymond Monelle, The Sense of Music : Semiotic Essays, Princeton University Press, 2000
- Raymond Monelle, The musical topic : hunt, military, and pastoral, Indiana University Press, 2006

### Éditions
- Song and Signification : Studies in Music Semiotics, University of Edinburgh, Faculty of Music, 1995
- Musica Significans: 1998, Proceedings of the Third International Conference on Musical Signification, Edinburgh.

### Articles
- Raymond Monelle, « Notes on Bartók’s Fourth Quartet », The Music Review, vol. 29, no 2,‎ 1968, p. 123–129
- Raymond Monelle, « Word-Setting in the Strophic Lied », Music & Letters, vol. 65, no 3,‎ juillet 1984, p. 229–236 (DOI 10.1093/ml/65.3.229)
- Raymond Monelle, « Tovey's Marginalia », The Musical Times, vol. 131, no 1769,‎ juillet 1990, p. 351–354 (DOI 10.2307/965745)
- Raymond Monelle, « Music and the Peircean Trichotomies », International Review of the Aesthetics and Sociology of Music, vol. 22, no 1,‎ juin 1991, p. 99–108 (DOI 10.2307/837037)
- Raymond Monelle, « Structural Semantics and Instrumental Music », Music Analysis, vol. 10, nos 1, 2,‎ mars 1991, p. 73–88 (DOI 10.2307/853999)
- Raymond Monelle, « A semantic approach to Debussy’s songs », The Music Review, vol. 51, no 3,‎ 1992, p. 193–207
- Raymond Monelle, Interdisciplinary studies in musicology : report from the Third Interdisciplinary Conference, 1995, « An Allegory of Ars Antiqua: Peter Maxwell Davies’s Antechrist »
- Raymond Monelle, Musical Signification : Essays in the Semiotic Theory and Analysis of Music, Berlin, Mouton, 1995, « Music and Semantics »
- Raymond Monelle, Musical Semiotics in Growth, Bloomington, Indiana, Indiana University Press, International Semiotics Institute, Imatra, 1996, « The postmodern project in music theory »
- Raymond Monelle, Musical Semiotics in Growth, Bloomington, Indiana, Indiana University Press, International Semiotics Institute, Imatra, 1996, « What is a musical text? »
- Raymond Monelle, « Musical uniqueness as a function of the text. », Applied Semiotics/Sémiotique appliquée, vol. 2, no 4,‎ 1997, p. 49–68
- Raymond Monelle, Interdisciplinary studies in musicology : report from the Third Interdisciplinary Conference, 1997, « Literary thematics and musical topics »
- Raymond Monelle, Musica Significans : Proceedings of the Third International Congress on Musical Signification, Edinburgh, 1992, Amsterdam, Harwood, 1997, « BWV 886 as allegory of listening » (également publié dans le Contemporary Music Review, 16(4), 1997, pp. 79–88
- Raymond Monelle, Semiotics around the World : synthesis in diversity, Berlin, Mouton de Gruyter, 1997, 647–650 p., « Binary semantic opposition in Debussy »
- Scottish music, real and spurious dans T. Mäkelä (ed.) Music and nationalism in 20th-century Great Britain and Finland. Hamburg: von Bockel, 1997, pp. 87–110
- The temporal index dans Musical signification, between rhetoric and pragmatics. Ed. G. Stefani, E. Tarasti & L. Marconi. Bologna: CLUEB, 1998, pp. 95–102
- Real and virtual time in Bach’s keyboard suites dans Ernest W.B Hess-Lüttich & Brigitte Schlieben-Lange (eds.) Signs & time/Zeit & Zeichen.Tübingen: Gunter Narr, 1998, pp. 13–24
- Music's transparency dans In Les universaux en musique. Ed. C. Miereanu & X. Hascher. Paris: Sorbonne, 1998, pp. 11–30
- The indexical science dans Ioannis Zannos (ed.) Music and signs: semiotic and cognitive studies in music. Berlin: Staatliches Institut für Musikforschung Preussischer Kulturbesitz, and Bratislava: ASCO Art and Science, 1999, pp. 331–438
- Temporality and nature in Romantic music dans Adrian Gimate-Welsh (ed.) La semiótica: intersección entre la naturaleza y la cultura. CD Rom. México, D.F.: Universidad Autónoma Metropolitana de México, 1999. 8 pp., MUSICAL 11.pdf
- Theory and humanist criticism dans Semiotica 131 - 3/4, 2000, 403—414
- Horn and trumpet as topical signifiers dans Historic Brass Society Journal 13, 2001, pp. 102–117
- The criticism of musical performance dans Musical performance, a guide to understanding, ed. John Rink, Cambridge : Cambridge University Press, 2002, pp. 213–224 (également publié en espagnol : La crítica de la interpretación musical dans La interpretación musical, ed. John Rink, trans. Barbara Zitman: Madrid, Alianza Editorial, 2006, pp. 249–261.)
- Die gegenseitige Metaphorisierung der Klänge in der Musik dans Zeitschrift für Semiotik (Germany) 25/1-2, 2003, pp. 125–140
- Musical uniqueness as a function of the text dans Applied Semiotics/Sémiotique appliquée, ed. Pascal G. Michelucci & Peter G. Marteinson; no. 4: 'Semiotics of Music/Sémiotique musicale', University of Toronto, 2005, pp. 49–68
- Semiotics threatens no one dans Music and the Arts, proceedings from ICMS 7, ed. E. Tarasti, P. Forsell and R. Littlefield. Acta Semiotica Fennica XXIII; Approaches to Musical Semiotics 10. Helsinki: Semiotic Society of Finland, 2006, pp. 31–44
- Narrative as polychronic synthesis dans Music and the Arts, proceedings from ICMS 7, ed. E. Tarasti, P. Forsell and R. Littlefield. Acta Semiotica Fennica XXIII; Approaches to Musical Semiotics 10. Helsinki: Semiotic Society of Finland, 2006, pp. 76–82
- Mahler's military gesture: musical quotation as proto-topic dans Musical Gesture, ed. Anthony Gritten and Elaine King, Aldershot, Ashgate, 2006, pp. 91–103
- Life and death in a fugue of Bach dans Music and its questions : essays in honor of Peter Williams. 2007, Thomas Donahue Press.
- The Absent Meaning of Music article inédit, présenté au 10e ICMS, à Vilnius en octobre 2008

### Compositions (sélection)
- Arrangements de carols :
  - Tell us, thou cleere and heaven’ly tongue, Where is the Babe but lately spring combing a poem from Herrick's Noble Numbers with a lute piece by Dowland: “Captain Digorie Piper’s Galliard” from the First Book of Ayers, for soprano solo, SSA choir and piano (published by Boosey and Hawkes, 1972)[1].
  - Nowell sing we, both all and some SSA choir and piano, melody taken from the Selden MS-Nowell. (Publié par Boosey and Hawkes, 1972)
- Missa Ce fu en Mai, messe pour chœur, orgue et cordes.
- Missa Brevis, adaptation du précédent pour chœur et orgue écrite pour le chœur du Old St Paul chanté à sa messe de requiem sous la direction de son collègue et ami John Kitchen.
- Ballatis of Luve
- Pièces pour orgue
- Pièces pour piano

## Articles annexes
- Notices d'autorité :   - VIAF
  - ISNI
  - BnF (données)
  - IdRef
  - LCCN
  - GND
  - Belgique
  - Pays-Bas
  - Israël
  - NUKAT
  - Tchéquie
  - WorldCat